# Degan
Degan is een bestuurslaag in het regentschap Pati van de provincie Midden-Java, Indonesië. Degan telt 915 inwoners (volkstelling 2010).